# Ambelania acida
Ambelania acida là một loài thực vật có hoa trong họ La bố ma. Loài này được Aubl. mô tả khoa học đầu tiên năm 1775.